# Brownfieldconvenant
Brownfieldconvenanten werden door de Vlaamse overheid in het leven geroepen om zogenaamde brownfields (sterk verontreinigde terreinen) om te zetten in nieuwe terreinen (groene terreinen). Overheid en privé (zoals projectontwikkelaars) investeren in de herontwikkeling van bijvoorbeeld vervallen en verontreinigde bedrijfsterreinen. De overheid geeft faciliteiten die er anders niet zijn, om het voor investeerders economisch aantrekkelijk te maken.
Zulke convenanten, in essentie overeenkomsten gesloten tussen de Vlaamse Regering en de projectontwikkelaars, worden geregeld door het Brownfielddecreet van 30 maart 2007 ingevoerd door de regering-Leterme.